# Office fédéral de la culture
 (mai 2022).
Si vous disposez d'ouvrages ou d'articles de référence ou si vous connaissez des sites web de qualité traitant du thème abordé ici, merci de compléter l'article en donnant les références utiles à sa vérifiabilité et en les liant à la section « Notes et références ».
L'Office fédéral de la culture (OFC) est une unité administrative du Département fédéral de l'intérieur (DFI) de la Confédération suisse. Il est chargé de formuler la politique culturelle suisse. Son siège administratif est à Berne.
L’action de l’office s’articule autour de deux grands axes : la promotion de la production culturelle suisse d’un côté, la conservation du patrimoine culturel suisse de l’autre.

## Historique
L’Office fédéral de la culture a été institué en 1973 sous la forme d’un simple service administratif de coordination des activités culturelles. Le rapport Clottu, commandé par le Département fédéral de l’intérieur pour évaluer la situation de l’offre culturelle en Suisse, est publié en 1975. Le rapport recommande notamment la création d’un article constitutionnel destiné à régler les compétences fédérales en matière culturelle. Ce n’est qu’en 1999, après quelques difficiles votations, que le rôle de la Confédération suisse dans le domaine culturel sera inscrit dans la Constitution fédérale, à la faveur de la révision totale de cette dernière.

## Bases juridiques
Le rôle de l’Office fédéral de la culture est défini en particulier dans les articles 69, 70 et 71 de la Constitution suisse.
En Suisse, la culture est du ressort des cantons (art. 69, al. 1 Cst.). La Confédération suisse a toutefois la possibilité de « promouvoir les activités culturelles présentant un intérêt national et encourager l’expression artistique et musicale, en particulier par la promotion de la formation » (art. 69, al. 2, Cst.), toujours en tenant compte de la « pluralité culturelle et linguistique du pays » (art. 69, al. 3, Cst.). La Confédération a par contre des compétences propres dans certains domaines comme le cinéma (art. 71 Cst.) ou la sauvegarde et la promotion du plurilinguisme (art. 70 Cst.). Elle a également pour tâche de conserver et protéger « les paysages, la physionomie des localités, les sites historiques et les monuments naturels et culturels » si l’intérêt public l’exige (art. 78 Cst.).
La loi sur l'encouragement de la culture (LEC) a été adoptée le 11 décembre 2009 et est entrée en vigueur le 1er janvier 2012. Elle permet de délimiter les compétences de la Confédération suisse par rapport aux cantons, aux villes et aux communes. Elle fixe les lignes directrices de la politique culturelle de la Confédération suisse et répartit les tâches du soutien à la culture entre l'OFC et la fondation Pro Helvetia.

## Mandat
L’OFC soutient en particulier la production artistique dans les domaines du cinéma, de la littérature, de la danse, du théâtre, de la musique, des arts visuels et du design. Parmi ses diverses tâches figurent le soutien et la promotion de l’instruction de jeunes Suisses de l’étranger et des intérêts des différentes communautés linguistiques et culturelles. Pour ce qui est de la sauvegarde du patrimoine culturel, l’OFC soutient activement la protection des monuments historiques et l'archéologie. Il gère en outre de prestigieuses collections, bibliothèques, archives et musées. L'OFC est l'organisme désigné pour tenir la liste des traditions vivantes de Suisse, qui constitue un inventaire du patrimoine culturel immatériel de la Suisse dont la tenue est prescrite par la Convention de l'UNESCO pour la sauvegarde du patrimoine culturel immatériel.

## Organisation
L'Office fédéral de la culture est subdivisé en deux secteurs : Création et diversité culturelle et Préservation et mise en valeur du patrimoine. Le premier secteur regroupe les sections Culture et société, Création culturelle et Cinéma ; le second chapeaute la Bibliothèque nationale suisse et les sections Musées et collections et Culture du bâti.

### Directeur
- depuis le 1er février 2022 : Carine Bachmann[7]
- novembre 2013 - novembre 2021 : Isabelle Chassot[8],[9]
- 2005 - août 2013 : Jean-Frédéric Jauslin[10]

## Budget
En 2020, le budget global de l’office avoisinait 230 millions de francs.